# Cecilia Venier
Cecilia Venier, morte en 1543, est « de son propre droit » dame de Paros de 1531 à 1537. Elle fut la dernière souveraine de Paros avant sa conquête par l'Empire ottoman en 1537.

## Biographie
Cecilia est fille de Fiorenza Sommaripa et Zuan Francesco Venier. Après la mort de son frère, Nicolò, en 1531, elle revendique l'île de Paros, contre Crusino III Sommaripa et Giovanni IV Crispo. Jusqu'à la résolution du conflit, Venise se charge de l'administration de l’île. Ses droits seigneuriaux sont reconnus en 1535 après un procès ayant eu lieu à Venise, et elle entame une gouvernance conjointe avec son époux, Bernado Sagredo.
En 1537, Paros est conquise par l'Ottoman Khayr ad-Din Barberousse. Cecilia et son époux abandonnent la forteresse d'Ágousa et sont assiégés dans le château de Képhalos, où son époux prend le commandement de la défense avec l'aide d'un hors-la-loi florentin et résiste au siège ottoman pendant plusieurs jours. Sagredo est finalement forcé de se rendre en raison d'un manque de poudre à canon.
Dans le traité de reddition, Cecilia Venier est dépossédé de son domaine et autorisée à quitter l'île pour se réfugier à Venise, tandis que son époux est retenu en captivité par les Ottomans, mais est finalement libéré. La conquête de Paros par les Ottomans aurait cependant entraîné des atrocités commises contre la population locale, où, de toute évidence, des vieillards ont été tués, des jeunes hommes pris comme esclaves aux galères et des jeunes femmes aux harems.
Cecilia Venier meurt six ans après sa déposition.